# Michail Sergejewitsch Tschurljajew
Michail Sergejewitsch Tschurljajew (russisch Михаил Сергеевич Чурляев; * 22. Oktober 1989 in Magnitogorsk, Russische SFSR) ist ein russischer Eishockeyspieler, der seit Dezember 2017 bei Metallurg Nowokusnezk in der Wysschaja Hockey-Liga unter Vertrag steht.

## Karriere
Michail Tschurljajew begann seine Karriere als Eishockeyspieler in seiner Heimatstadt in der Nachwuchsabteilung des HK Metallurg Magnitogorsk, für dessen zweite Mannschaft er von 2005 bis 2008 in der drittklassigen Perwaja Liga aktiv war. In der Saison 2007/08 gab der Verteidiger parallel sein Debüt für die Profimannschaft von Metallurg in der Superliga. In sechs Spielen bereitete er dabei ein Tor vor. Zur Saison 2008/09 wurde Metallurg Magnitogorsk in die neu gegründete Kontinentale Hockey-Liga aufgenommen, in der er selbst in dieser Spielzeit allerdings nur zu zwei punkt- und straflosen Einsätzen kam. Die gesamte Saison 2009/10 verbrachte er beim Juniorenteam Stalnje Lissy Magnitogorsk in der multinationalen Nachwuchsliga Molodjoschnaja Chokkeinaja Liga, deren Meistertitel, den Charlamow-Pokal, er mit seiner Mannschaft gewann. In der folgenden Spielzeit stand er parallel für den HK Metallurg in der KHL sowie Stalnje Lissy in der MHL auf dem Eis. Darüber hinaus kam er zu elf Einsätzen für Metallurgs Farmteam Juschny Ural Orsk in der Wysschaja Hockey-Liga, der zweiten russischen Spielklasse.
Zur Saison 2011/12 wurde Tschurljajew vom KHL-Teilnehmer Awtomobilist Jekaterinburg verpflichtet und kam in der Folge in 21 KHL-Partien zum Einsatz. Zudem erhielt er Spielpraxis beim Partnerteam Sputnik Nischni Tagil in der Wysschaja Hockey-Liga. Im Mai 2012 wechselte er zum HK Lada Toljatti  in die Wysschaja Hockey-Liga.

### International
Für Russland nahm Tschurljajew an den U18-Junioren-Weltmeisterschaften 2006 und 2007 teil. Bei der U18-WM 2007 gewann er mit seiner Mannschaft die Goldmedaille.

## Erfolge und Auszeichnungen
- 2007 Goldmedaille bei der U18-Junioren-Weltmeisterschaft
- 2010 Charlamow-Pokal-Gewinn mit Stalnje Lissy Magnitogorsk

## KHL-Statistik
(Stand: Ende der Saison 2011/12)